# タイガー尾藤
タイガー尾藤（たいがーびとう、1976年10月30日  - ）は、日本のタレント。「実演販売士」として出演している。本名、尾藤 玄明（びとう はるあき）。埼玉県行田市出身、スリー・B・グッドおよびビー・セブン所属。

## 略歴
元プロミュージシャン。当時は金髪のリーゼントだったという。28歳の時、ライブハウスで出演時、たまたま来ていた客に「歌はイマイチだけど、しゃべりはいいから、うちのフライパン売ってみない？」と熱心に誘われたことがきっかけで、テレビ通販に初出演。
芸名の由来は、『男はつらいよ』の寅さんの大ファンであることから。おかま言葉で実演販売をする「カマ売」が特徴。
主に通販番組で出演し、商品の紹介を実演しながら行う。ジューサーの販売でテレビ通販キッチン用品部門では日本一となる4時間の生放送で2億5000万円の売上
を記録したとされる。
2018年春頃からニコニコ動画を中心として長寿の里製品である「水から水素」の販促動画が話題になり、音系MAD動画が多数投稿されている。

## メディア出演
出典
テレビ番組
- QVC
- ものスタ（テレビ東京）
- 7スタlive（テレビ東京）
- てれとマート（テレビ東京）
- ゆうゆう散歩（テレビ朝日）
- じゅん散歩（テレビ朝日）
- ポシュレ（日本テレビ）
- 吉住のアナタとコント（日本テレビ）[4]

ラジオ番組
- 渡部陽一 明日へ喝!（ニッポン放送） - レギュラー出演